# Aliança do Pacífico
A Aliança do Pacífico (AP; em castelhano: Alianza del Pacífico) é um bloco comercial latino-americano criado formalmente em 6 de junho de 2012 no Chile, mais especificamente no Observatório Paranal em Antofagasta, durante a 4.ª cúpula da organização. Os membros fundadores foram Chile, Colômbia, México e Peru.
A AP tem origem no Fórum do Arco do Pacífico Latino-Americano, formada por Colômbia, Costa Rica, Chile, Equador, El Salvador, Honduras, Nicarágua e México e criada a partir de discussões no governo peruano em 2006 em função da saída da Venezuela da Comunidade Andina.

## Objetivos

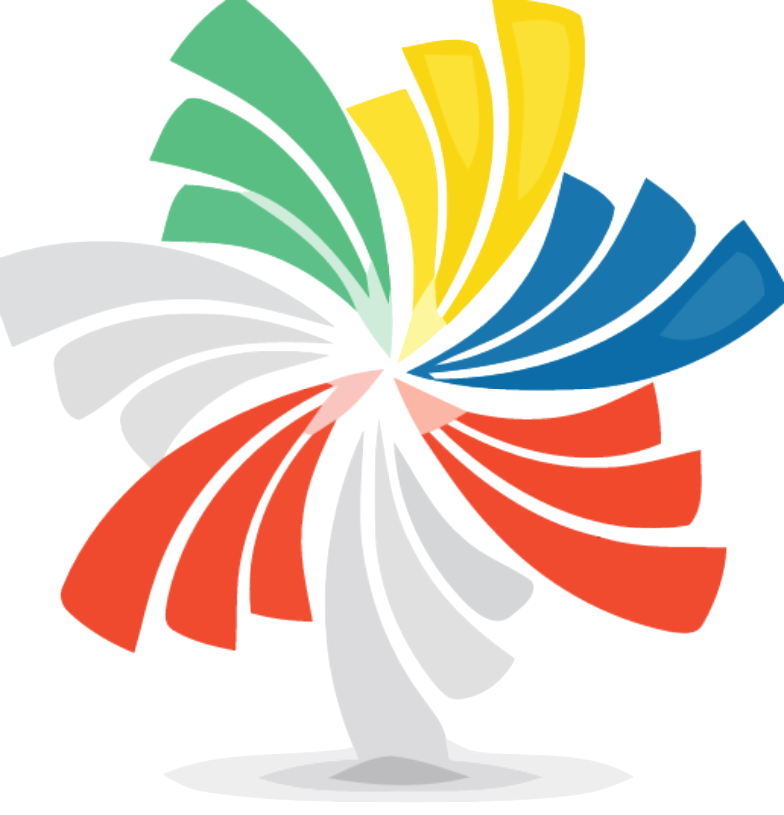
Logotipo da Aliança

Os objetivos da organização incluem comércio livre e integração econômica, com uma "orientação clara em direção à Ásia". Para tal, estão a negociar uma política conjunta de redução agressiva da tarifa de exportação entre suas fronteiras, englobando a totalidade dos produtos, devendo ser eliminada completamente dentro de cinco anos.
Em maio de 2013, foi decidido em sua sétima cúpula presidencial, realizada na cidade colombiana de Cáli, iniciar estudos para acolher à Costa Rica como membro pleno.

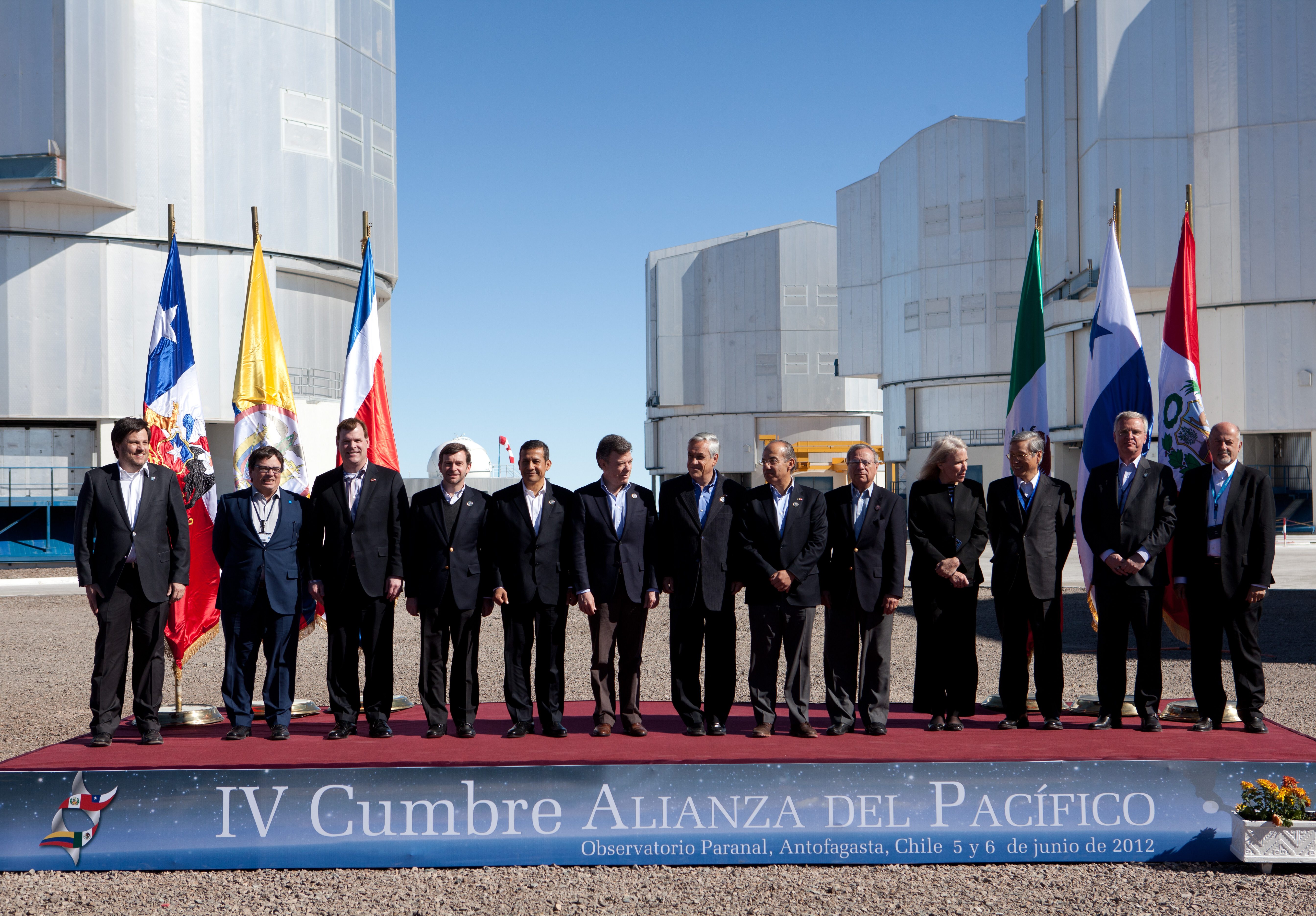
Foto oficial da 4.º Cúpula (2012). Da esquerda para a direita: Andreas Kaufer (ESO); Xavier Barcons (ESO); John Baird, Ministro de Assuntos Exteriores do Canadá; Francisco Álvarez De Soto, Vice-ministro de Relações Exteriores do Panamá; Ollanta Humala, Presidente do Peru; Juan Manuel Santos, Presidente da Colômbia; Sebastián Piñera, Presidente do Chile; Felipe Calderón, Presidente do México; José Enrique Castillo, Ministro de Relações Exteriores da Costa Rica; Virginia Greville, Embaixadora da Austrália no Chile; Hidenori Murakami, Embaxador do Japão no Chile; Tim de Zeeuw (ESO) e Massimo Tarenghi (ESO).

## Estatísticas
Os países-membros da Aliança do Pacífico representam aproximadamente 36% do PIB da América Latina, e se vistos como um único país, seriam a 8ª maior economia do mundo. De acordo com dados da Organização Mundial do Comércio, as exportações totais dos países-membros foram de US$ 445 bilhões em 2010, quase 60% mais do que o Mercosul (principal bloco econômico da América Latina) exportou no mesmo ano.
| País     | Superfície (km²) | População 2013 | PIB (PPA) 2013 (dólar intl.) (bilhões) | PIB (PPA) 2013 per cápita (dólar intl.) | PIB (Nominal) 2013 (USD) (bilhões) | PIB (Nominal) per cápita 2013 (USD) | IDH 2013 | Exportações 2012 (USD) (bilhões) | Importações 2012 (USD) (bilhões) | IED 2012 (USD) (bilhões) |
| -------- | ---------------- | -------------- | -------------------------------------- | --------------------------------------- | ---------------------------------- | ----------------------------------- | -------- | -------------------------------- | -------------------------------- | ------------------------ |
| Chile    | 756 102          | 16 823 000     | 340,093                                | 19 475,00                               | 291,115                            | 16 273,038                          | 0,819    | 83 660                           | 70 200                           | 30 323                   |
| Colômbia | 1 138 910        | 47 151 000     | 532,653                                | 11 284,00                               | 394,134                            | 8 237,727                           | 0,719    | 59 960                           | 55 490                           | 15 823                   |
| México   | 1 964 375        | 116 021 000    | 1 834,438                              | 15 932,00                               | 1 277,369                          | 10 989,103                          | 0,775    | 370 900                          | 379 400                          | 12 659                   |
| Peru     | 1 285 216        | 30 946 000     | 347,293                                | 11 403,00                               | 215,222                            | 7 135,888                           | 0,741    | 47 380                           | 41 150                           | 12 240                   |
| Total    | 5 195 703        | 216 659 000    | 3 110,538                              | 14 356,84                               | 2 212,650                          | 10 212,590                          | 0,767    | 573 870                          | 563 030                          | 73 310                   |

## Países observadores

Membros da Aliança do Pacífico
Países observadores

Atualmente a Aliança conta com 20 países observadores, dois dos quais (Costa Rica e Panamá) em processo de se tornarem membros; sete deles foram aceites durante a VII Cimeira da Aliança do Pacífico, ocorrida em Cáli, na Colômbia: El Salvador, Equador, França, Honduras, Paraguai, Portugal e República Dominicana. Após ser re-eleita no Chile, Michelle Bachelet diz que irá reorientar a participação do Chile na Aliança, dando maior prioridade aos demais projetos de integração dos quais o Chile faz parte. Outro país relevante da América Latina e que se juntou recentemente aos outros países observadores é a Argentina.